# Hypena palpitralis
Hypena palpitralis là một loài bướm đêm trong họ Erebidae.